# Phụ danh
Phụ danh (thuật ngữ tiếng Anh: patronym hoặc patronymic), là một kiểu tên đệm cá nhân dựa trên tên cha hoặc ông nội, hoặc tổ tiên nam giới theo dòng phụ hệ trước đó. Một thành phần của một cái tên dựa trên tên của một người mẹ hoặc một tổ tiên nữ giới là một tên đệm mẹ. Một cái tên dựa trên tên của một đứa trẻ là một từ đồng nghĩa hoặc biệt danh. Mỗi kiểu tên đệm như vậy là một phương tiện truyền đạt dòng dõi của người liên quan.
Phụ danh vẫn đang được sử dụng, bao gồm cả việc sử dụng bắt buộc, ở nhiều quốc gia trên toàn thế giới, mặc dù việc sử dụng của chúng phần lớn đã được thay thế bằng hoặc chuyển thành họ đệm cha. Ví dụ về các biến đổi như vậy bao gồm các họ tiếng Anh phổ biến ngày nay như Johnson (nghĩa là con trai của John).